# Austropallene cristata
Austropallene cristata is een zeespin uit de familie Callipallenidae. De soort behoort tot het geslacht Austropallene. Austropallene cristata werd in 1911 voor het eerst wetenschappelijk beschreven door Bouvier. 